# HD 141296
HD 141296，又名CD-4510251，SAO 226263、HR 5872，是一颗恒星，视星等为6.12，位于銀經332.77，銀緯6.86，其B1900.0坐标为赤經15h 43m 15.8s，赤緯-45° 6.86′ 42″。